# Yser
Az Yser folyó (flamandul: IJzer, franciául: Yser) Franciaország északi részén ered és Belgium területén ömlik az Északi-tengerbe.

## Francia rész
A folyó forrása a Nord megye területén található Broxeele település közelében található. A folyó 30 km hosszan fut Franciaországban és keresztülfolyik Bollezeele, Esquelbecq és Bambecque településeket, mielőtt Houtkerque mellett belga területre ér.

## Belga rész
Belgiumban az Yser keresztülfolyik Diksmuide városán, majd Nieuwport mellett ömlik az Északi-tengerbe. A 14. század során az Yser torkolata és kikötője nagy jelentőséget kapott, ezen keresztül haladtak az ypres-i takácsok és textilkereskedők hajói.
Az első világháború során a folyó árterületének belgiumi részét, Nieuwpoorttől Diksmuide-ig szándékosan elárasztották, hogy ezzel megállítsák a német hadsereg előrenyomulását.

## Külső hivatkozások
- Az Yser vízgyűjtő területe
- Az első világháborús összecsapások leírása, képekkel Archiválva 2012. január 19-i dátummal a Wayback Machine-ben - angol nyelven